# Воротыновка (Калининградская область)
Воротыновка (до 1938 — Жиранджен (нем. Szierandszen), до 1946 — Ширхайде (нем. Schierheide)) — посёлок в Черняховском муниципальном округе Калининградской области.

## География
Находится в центральной части Калининградской области, в зоне хвойно-широколиственных лесов, на берегах реки Злой, на расстоянии примерно 18 километров (по прямой) к северо-востоку от города Черняховска, административного центра района. Абсолютная высота — 52 метра над уровнем моря.

### Климат
Климат характеризуется как переходный от морского к умеренно континентальному. Среднегодовая температура воздуха — 8,3 °C. Средняя температура воздуха самого холодного месяца (января) — −0,9 °C (абсолютный минимум — −35 °C); самого тёплого месяца (июля) — 18,5 °C (абсолютный максимум — 37 °C). Период температуры воздуха выше 0 °C составляет 274 дня. Длительность вегетационного периода — 180—200 дней. Годовое количество атмосферных осадков — 850—900 мм, из которых большая часть выпадает в тёплый период.

### Часовой пояс
Посёлок Воротыновка как и вся Калининградская область, находится в часовой зоне МСК−1. Смещение применяемого времени относительно UTC составляет +2:00.

## История
Поселение образовано на месте трёх деревень, относимых к исторической области Надровия. В составе Германии (Восточная Пруссия) до 1945 года. При Гитлере названия каждой из деревень подвергались германизации в ходе кампании по ликвидации в Третьем Рейхе топонимики древнепрусского происхождения: Ширайде (до 1936 года называлась Сцирандсцен, в 1936—1938 годах — Ширандшен, вариант написания Жиранджен), Релен (до 1938 года называлась Эррелен) и Фалькенорт (до 1938 года называлась Закаленен). По итогам Второй мировой войны все три населенных пункта вошли в состав СССР. Посёлок Воротыновка был образован в 1947 году путём объединения Ширайде, Релена и Фалькенорта. Ныне в составе России как правопреемницы СССР. В период с 2008 по 2016 годы Воротыновка входила в состав Калужского сельского поселения Черняховского района, с 2016 по 2022 годы — в состав Черняховского городского округа.

## Население
| 1910 | 1933 | 2002 | 2010 |
| ---- | ---- | ---- | ---- |
| 201  | ↗213 | ↘45  | →45  |

### Национальный состав
Согласно результатам переписи 2002 года, в национальной структуре населения русские составляли 96 %.